# Lloyd Price
Lloyd Price, född 9 mars 1933 i Kenner, Louisiana, död 3 maj 2021 i New Rochelle, New York, var en amerikansk sångare. Redan 1952 gjorde han sin första skivinspelning, "Lawdy Miss Clawdy", som han själv skrivit som tonåring. Den blev en stor framgång och har senare kallats "den första rocklåten" (dock i konkurrens med andra). Karriären fick ett avbrott när han under tre år tjänstgjorde i den amerikanska armén. Men 1957  var han tillbaka på listorna med "Just Because". 1959 kom "Stagger Lee" som i fyra veckor låg etta Billboardlistan. Därefter följde fler hits, som "Personality" och "I'm Gonna get Married". 1962 bildade han skivbolaget Double-L Records och verkade därefter också som bland annat skivproducent och klubbägare. Lloyd Price valdes in i Rock and Roll Hall of Fame  1998.

## Diskografi (i urval)
Studioalbum
- Exciting Lloyd Price (1959)
- Mr. Personality (1959)
- Fantastic (1960)
- "Mr. Personality" Sings the Blues (1960)
- "Mr Personality's" 15 Hits (1960)
- Cookin' Music-Music (1961)
- Sings The Million Sellers (1961)
- This Is My Band (1963)
- Lloyd Price Swings For Sammy (1965)
- Lloyd Price Now! (1969)
- Stagger Lee (1971)
- To The Roots And Back (1972)